# Institut polytechnique de Paris
Institut polytechnique de Paris také nazývaný IP Paris, je vysoká škola inženýrství ve Francii. Nachází se ve městě Palaiseau. IP Paris je veřejná instituce vysokoškolského vzdělávání a technického výzkumu. Výzkum v IP Paris je organizován v pěti tematických okruzích: energetika a klima, digitální technologie, bezpečnost, technologie a zdraví.
Dne 15. září 2020 institut spoluzaložil s HEC Paris  výzkumné centrum umělé inteligence Hi! PARIS.